# Dwie kobiety w oknie
Dwie kobiety w oknie (hiszp. Mujeres en la ventana, także Las Gallegas) – powstały w 2. poł. XVII w. obraz autorstwa hiszpańskiego malarza barokowego Bartolomé Estebana Murilla.
Dzieło od 1942 znajduje się w zbiorach Narodowej Galerii Sztuki w Waszyngtonie (ang. National Gallery of Art), część Widener Collection. Obraz powstał między 1655-1660.

## Opis
Na obrazie artysta przedstawił dwie kobiety wyglądające przez okno. Młodsza patrzy z zaciekawieniem, podpierając sobie brodę o rękę. Starsza wygląda zza skrzydła okna, śmieje się, chociaż widać to tylko po wyrazie oczu i zgrubieniu policzków, gdyż usta kobieta zasłania rąbkiem, który nosi na głowie. Wnętrze izby jest ciemne. Kobiety oświetla blask bijący z zewnątrz. Historycy sztuki odnajdują w dziele wpływy Diego Velázqueza, Tycjana i Rubensa.